# Xorides weii
Xorides weii är en stekelart som beskrevs av Mao-Ling Sheng 2002. Xorides weii ingår i släktet Xorides och familjen brokparasitsteklar. Inga underarter finns listade i Catalogue of Life.